# Регіна Покорна
Регіна Покорна (словац. Regina Pokorná; нар. 18 січня 1982) – словацька шахістка, гросмейстер серед жінок від 2000 року.

## Шахова кар'єра
Успіхів на міжнародній арені почала досягати в дуже молодому віці. Як представниця Чехословаччини здобула три медалі чемпіонату світу і Європи серед дівчат до 10 років: золоту (Рімавска Собота 1992 – ЧЄ), срібну (Варшава 1991 – ЧС) і бронзову (Дуйсбург 1992 – ЧС). У наступних роках також завоювала три медалі, але вже в як представниця Словаччини: золоту (Патри 1999 – ЧЄ до 20 років), срібну (Сегед 1994 – ЧС до 12 років) і бронзову (Кала-Гальдана 1996 – ЧС до 14 років). Вона також була призеркою чемпіонату Словаччини серед дівчат у різних вікових категоріях, зокрема золотою в роках 1993 (до 14 років) і 1999 (до 18 років).
До числа провідних словацьких шахісток увійшла наприкінці 1990-х років. Між 1998 і 2008 роками взяла участь у всіх шести шахових олімпіадах, які відбулись за цей час, зокрема двічі на 1-й шахівниці, а також тричі (1997, 1999, 2001) представляла країну на командному чемпіонаті Європи, найбільшого успіху досягнувши 1999 року в Батумі, де окрім золотої медалі в командному заліку також здобула бронзову в особистому заліку на 2-й шахівниці.
Досягнула низки успіхів на міжнародних турнірах, зокрема:
- чотири рази посіла 1-ше місце в Рієці (2001, 2002, 2005, 2009 – разом з Мір'яною Медич),
- поділила 1-ше місце в Крку (2004, разом з Монікою Грабич і Джессікою Нілл),
- посіла 1-ше (2007) і 2-ге місце (2008, позаду Лі Жофань) в Джакарті,
- посіла 2-ге місце в Сомбатгеї (2008, позаду Імре Балога),
- посіла 1-ше місце у Врбнику (2008).

Найвищий рейтинг Ело в кар'єрі мала станом на 1 липня 2003 року, досягнувши 2429 очок займала тоді 36-те місце в світовому рейтинг-листі ФІДЕ і перше серед словацьких шахісток.